# Leland Stanford
Leland Stanford (ur. 9 marca 1824 w Watervliet, zm. 21 czerwca 1893 w Palo Alto) – amerykański potentat przemysłowy i polityk, gubernator stanu Kalifornia, senator Senatu USA z ramienia Republikanów, założyciel Uniwersytetu Stanforda.

## Życiorys

### Wczesne lata
Urodził się jako jedno z ośmiorga dzieci Josiah i Elizabeth Phillips Stanfordów, wychowywał się na rodzinnych gospodarstwach w Lishakill i Roessleville (po 1836) na terenie miasta Colonie. Dom rodzinny w Roessleville był znany pod nazwą Elm Grove, został wyburzony w latach 40. XIX wieku. Jego przodek, Thomas Stanford osiedlił się w Charlestown (Massachusetts) w XVII wieku. Później, jego przodkowie osiedlili się w Mohawk Valley w stanie Nowy Jork ok. 1720. Ojciec Stanforda był rolnikiem na części tej posiadłości. Stanford uczęszczał do szkół powszechnych do 1836 roku i był nauczany w domu aż do 1839 roku.
Leland Stanford w 1848 r. ukończył prawo i zamieszkał w Wisconsin, cztery lata później przeniósł się do Kalifornii. Współzałożyciel Central Pacific Railroad, której dyrektorem był od 1861 r. aż do śmierci. Gubernator Kalifornii w latach 1862–1863, członek Senatu w latach 1885–1893. Jako senator był autorem kilku ustaw, m.in. prawa o spółdzielniach pracowniczych. 
W 1885 r. dla upamiętnienia zmarłego syna Lelanda Stanforda Juniora wraz z żoną Jane ufundował uniwersytet, którego pełna nazwa brzmi: Leland Stanford Junior University.